# Návštěva staré dámy
Návštěva staré dámy je tragická komedie o třech dějstvích švýcarského spisovatele Friedricha Dürrenmatta. Její premiéra s Therese Giehse v hlavní roli se konala 29. ledna 1956 v Curychu. Hra dosáhla světového úspěchu a svému autorovi přinesla finanční nezávislost.

## Postavy
Návštěvníci
- Claire Zachanassian, roz. Klara Wäscher (multimiliardářka; Armenian-Oil)
- Její manželé Ⅶ–Ⅸ
- Komorník
- Toby (se žvýkačkou)
- Roby (se žvýkačkou)
- Koby (slepý)
- Loby (slepý)

Navštívení
- Ill
- Jeho žena
- Jejich dcera
- Jejich syn
- Starosta
- Farář
- Učitel
- Doktor
- Policista
- První (obyvatel města)
- Druhý (obyvatel města)
- Třetí (obyvatel města)
- Čtvrtý (obyvatel města)
- Malíř
- První žena
- Druhá žena
- Třetí žena

Ostatní
- Přednosta stanice
- Strojvůdce
- Průvodčí
- Exekutor

Otravní
- Novinář Ⅰ
- Novinář Ⅱ
- Radioreportér
- Kameraman

## Obsah
Miliardářka Claire Zachanassian, ona titulní „stará dáma“, přijíždí na návštěvu do zchudlého maloměsta Güllen. Tam kdysi vyrůstala, ještě jako Klárka Wäscherová. Obyvatelé městečka si od návštěvy slibují finanční podporu, Claire zase pomstu za dávnou křivdu: v mládí otěhotněla s Gülleňanem Alfrédem Illem, ten však otcovství popřel a za pomoci falešných svědků vyhrál následný soudní proces. Klára musela v hanbě, bez peněz a bez pomoci opustit domov, později ale díky sňatku s ropným magnátem a několika dalším manželstvím získala obrovský majetek.
Nyní již vysoce vážená „stará dáma“ učiní Güllenským nehoráznou nabídku: věnuje městu miliardu, jestliže Illa někdo z obyvatel zavraždí. Ti nejprve návrh jednoznačně odmítnou, postupně však začnou podezřele utrácet a dělat dluhy, jako by počítali s tím, že se jejich finanční situace brzo zlepší. Ill se nakonec, přemožený strachem a pocitem viny, svým sousedům vydá. Starosta informuje tisk, že paní Zachanassian poskytne městu miliardový příspěvek díky Alfrédu Illovi, jejímu příteli z mládí. Gülleňané vytvoří uličku a Ill jí projde. Když se dav rozestoupí, Ill leží na zemi mrtvý. „Infarkt“ a „samou radostí“, zaznívá v komentářích lékaře i novinářů. Claire nechá mrtvého uložit do rakve, kterou si přivezla, a starosta obdrží miliardový šek.

## Interpretace
Stejně jako další Dürrenmattova díla se i Návštěva dá interpretovat mnoha způsoby. Kromě zřejmé kritiky chamtivosti a povrchnosti zde stojí za úvahu i problém sklonů lidí k žití na dluh, obcházení spravedlnosti v zájmu světlých zítřků či otázka, zda může člověk vzít spravedlnost do svých rukou.

### Žánr
Dürrenmatt v dramatu spojuje motivy tragédie i komedie a vytváří tak klasickou tragikomedii. Dílo se dá též označit jako tzv. modelové drama, tedy drama, kde nejde o realističnost, ale autor vykonstruuje určitou situaci, kterou dovede do krajnosti a chce jejím prostřednictvím upozornit na určitý společenský jev.

#### Tragédie
V díle se objevuje mnoho odkazů k antickým tragédiím; tento způsob interpretace zmiňuje sám autor v doslovu. V první řadě je to postava hlavní hrdinky: Claire Zachanassian čeká 45 let na svou pomstu - touto urputností se podobá Médee. Pomsta je možná skrze bohatství, díky němuž z obyvatel města udělá nástroje pro svůj plán. Je „nejbohatší ženou na světě“, její majetek jí umožňuje „jednat jako hrdinka řecké tragédie, absolutně, strašlivě, podobně jako Médea.“ Ale můžeme ji přirovnat nejen k této řecké hrdince, ale i přímo k bohyni pomsty. Díky své moci může rozhodovat o mnoha osudech. Tento dojem je ještě zdůrazněn tím, že Dürrenmatt Kláru vybavil jakousi pseudonesmrtelností: jako jediná přežila leteckou katastrofu, co jí dodává auru zázračnosti a nadpozemskosti. Ve městě je uctívána jako nedosažitelná modla a nakonec se stává vládkyní nad životem a smrtí.
Tragickým hrdinou se stává hokynář Alfréd Ill, původně vlastně viník. Je jediný, kdo nevyhnutelnému osudu vzdoruje. Svým názorem a chováním získává tragickou velikost.
Formálně evokuje žánr antické tragédie především chór, který na závěr přednáší cynický komentář, kde mimo jiné velebí „svaté dobro blahobytu“. Tím se propojuje motiv „peníze znamenají moc“ s typicky dürrenmattovskou „kritikou západní společnosti blahobytu“ a topoi řeckých tragédií: „Osud a soud, vina a trest, pomsta a oběť“.

#### Komedie
Skrze téma prodejnosti celého města se hra stává sarkastickou groteskou. Lidé jsou představeni jakožto „počestní občané“, když však začnou podléhat lákání peněz, ukážou se jako směšné figurky. Lháři, hamižní podvodníci a pustí žvanilové patří k typickým postavám komedií. Naproti nim stojí osud jednotlivce, který uznává svou vinu a je ochoten nést důsledky. Alfred Ill se zdá být v protikladu vůči bezduché mase jediným morálním člověkem ve městě.
Ne náhodou se městečko jmenuje „Güllen“ (Gülle - kejda). I jiná slova skrývají další významy, už samotné jméno Zachanassian odkazuje na v době vzniku díla známé miliardáře Basil Zaharoffa, Aristotela Onassise a Calouste Gulbenkiana.

## Některá zpracování
- „Návštěva“ — hollywoodské zpracování režiséra Bernharda Wickiho z r. 1963 s Ingrid Bergman a Anthony Quinnem. (Dürrenmatt se na tento film údajně odmítl podívat.)

- Opera — libreto vytvořil Dürrenmatt sám, hudbu složil Gottfried von Einem. Premiéra se konala roku 1971.

- Česká TV inscenace v hlavní roli s Jiřinou Bohdalovou, režie Zdeněk Zelenka (1999)

- Česká inscenace Klicperova divadla v Hradci Králové v režii Vladimíra Morávka, uvedená v roce 2004, kde v hlavní roli vystoupila hradecká rodačka, světová operní diva Soňa Červená.

- Silně autorsky upravená divadelní inscenace souboru Depresivní děti touží po penězích z roku 2008, kde je švýcarský Güllen přejmenován na Dalskabáty a představení nese podtitul České nebe. Stejně tak byly všechny güllenské postavy pojmenovány svými českými vzory (objevují se zde např. Dorota Máchalová, Petr Sepeši, Deana Jakubisková-Horváthová nebo Antonín Koniáš). Představení je inscenováno ve zchátralé Volmanově vile v Čelákovicích.

- Česká rozhlasová dramatizace s Blankou Bohdanovou v hlavní roli; další role František Němec, Viktor Preiss, Jiří Lábus, Marie Málková, Martin Zahálka, Václav Neužil, Petra Špalková a další; překlad: Jiří Stach; hudba: Jakub Kudláč; režie: Natália Deáková; natočeno v Praze v roce 2018
- Muzikál — v roce 2013 ve švýcarském Thunu se v hlavní roli s Piou Douwes uskutečnila premiéra muzikálové verze díla; autory hudby jsou Moritz Schneider a Michael Reed, libreto vytvořil Christian Struppeck a texty písní napsal Wolfgang Hofer